# Original Six
Original Six er en betegnelse der bruges om de seks hold der var de eneste hold i NHL i perioden fra sæsonen 1942-43 indtil ligaen blev udvidet i 1967. Holdene er:
- Montreal Canadiens (1909, stiftende medlem af NHL i 1917)
- Toronto Maple Leafs (stiftende medlem af NHL i 1917 under navnet Toronto Arenas)
- Boston Bruins (1924)
- Detroit Red Wings (1926)
- Chicago Blackhawks (1926)
- New York Rangers (1926)

Som det kan ses ovenfor er betegnelsen ganske misvisende, idet kun de to canadiske hold rent faktisk var med i NHL fra begyndelsen i 1917. De stiftende hold var, udover Montreal Canadiens, Montreal Wanderers, Ottawa Senators (som ikke skal forveksles med det nuværende Ottawa Senators hold), Quebec Bulldogs og Toronto Arenas (som senere blev til Toronto Maple Leafs.)
Boston Bruins blev det første amerikanske hold i ligaen i 1924 og de tre øvrige amerikanske hold fulgte efter i 1926.

## Øvrige hold frem til 1942
I perioden fra NHL's start i 1917 og frem til 1942 var følgende hold med i NHL i kortere eller længere tid:
- Montreal Wanderers Stiftet i 1903, i NHL fra 1917 til 2. januar 1918 hvor deres hjemmebane Montreal Arena brændte ned.

- Ottawa Senators Stiftet i 1893, i NHL fra 1917 til 1934 hvor man flyttede til St. Louis, Missouri under navnet St. Louis Eagles. Her måtte man dog lukke efter bare en enkelt sæson i 1935 pga. dårlig økonomi, primært pga. store rejseomkostninger.

- Quebec Bulldogs Stiftet i 1888, i NHL fra 1917 til 1920 hvor klubben flyttede til Hamilton, Ontario hvor man blev til Hamilton Tigers. I 1925 flyttede klubben igen, denne gang til New York hvor man blev kendt som New York Americans og spillede sine kampe i Madison Square Garden. Problemer med at skaffe spillere under anden verdenskrig førte dog til at klubben droppede ud af NHL i 1942 og på trods af at ejerne havde ambitioner om at vende tilbage efter anden verdenskrig fik man aldrig lov af NHL til at genindtræde i ligaen og officielt ophørte klubben således i 1942. Det sidste år spillede man under navnet Brooklyn Americans.

- Montreal Maroons Stiftet i 1924. I NHL fra 1924-38. Ligesom Brooklyn Americans lå klubben underdrejet indtil 1946 hvor man ønskede at genindtræde i ligaen, men ligesom det var tilfældet med Brooklyn Americans gav NHL's ledelse aldrig klubben lov til at komme tilbage og derfor ophørte klubben iflg. NHL med at eksistere i 1938.

- Pittsburgh Pirates Stiftet i 1925. I NHL fra 1925 til 1930 hvor klubben flyttede til Philadelphia og blev til Philadelphia Quakers. Her smed man dog håndklædet i ringen efter bare en enkelt sæson.

Depressionen og anden verdenskrig gjorde det således af med alle hold bortset fra de seks hold der fik betegnelsen Original Six. I en ubrudt periode fra 1942 til 1967 bestod NHL således kun af de 6 hold.

## Udvidelsen i 1967
I 1967 udvidedes NHL og følgende 6 hold kom til:
- California Seals
- Los Angeles Kings
- Minnesota North Stars (nu Dallas Stars)
- Philadelphia Flyers
- Pittsburgh Penguins
- St. Louis Blues

Efter denne første udvidelse i 1967 er ligaen blevet udvidet adskillige gange og består i dag af 31 hold. Og 32 hold i 2020